# Overasselt

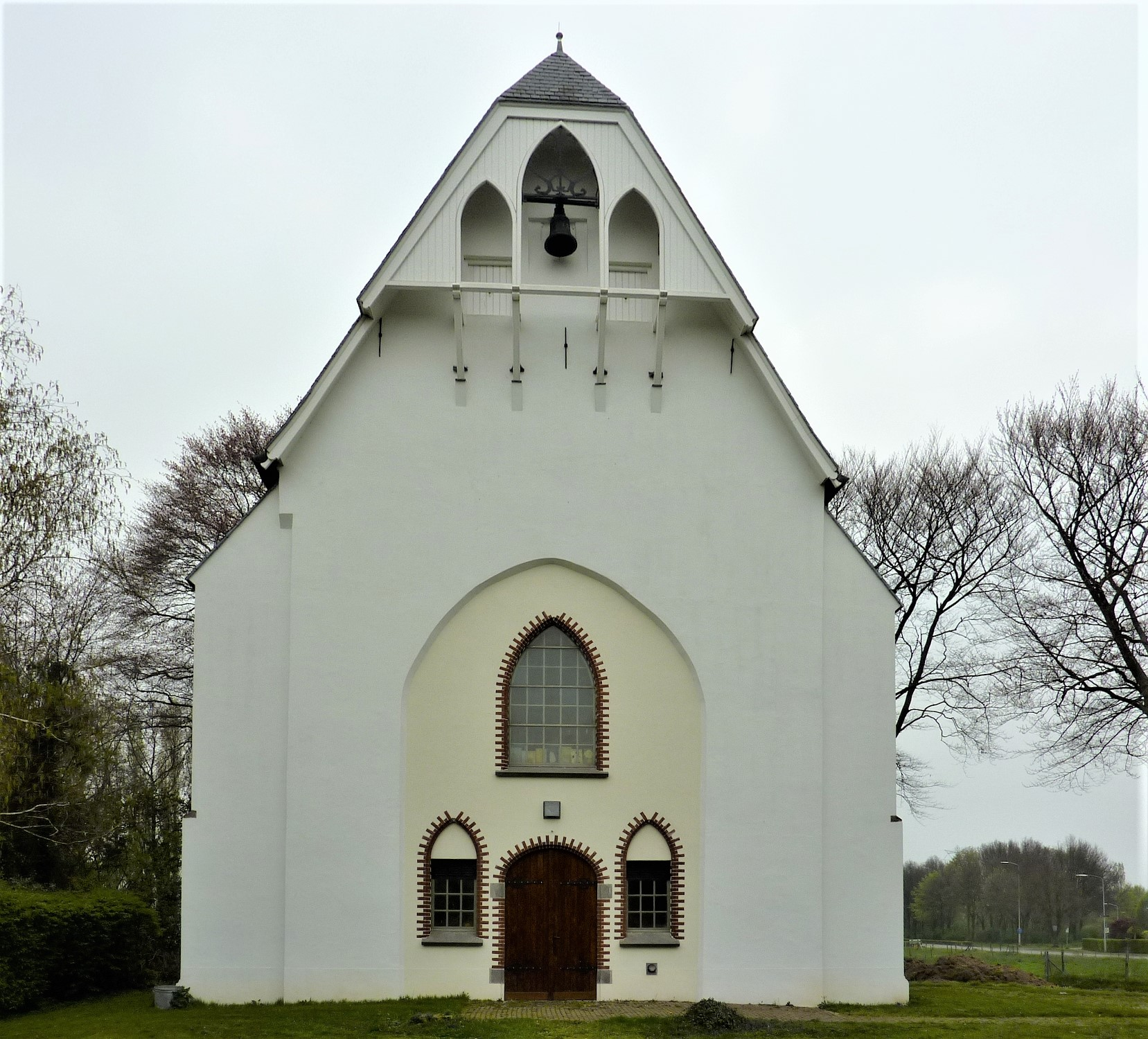
Overasselt: la Hervormde Kerk

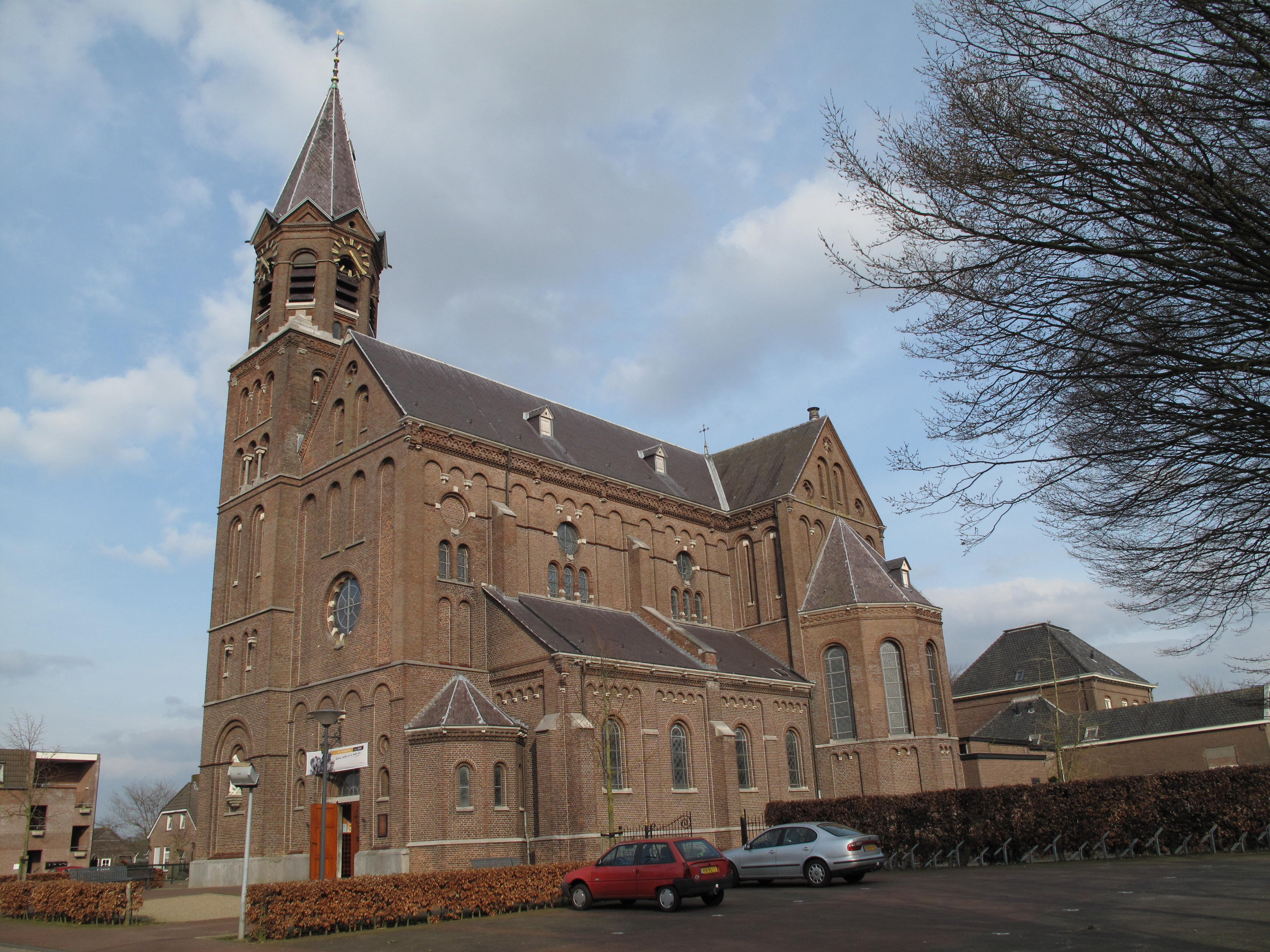
Overasselt: la chiesa di Sant'Antonio Abate

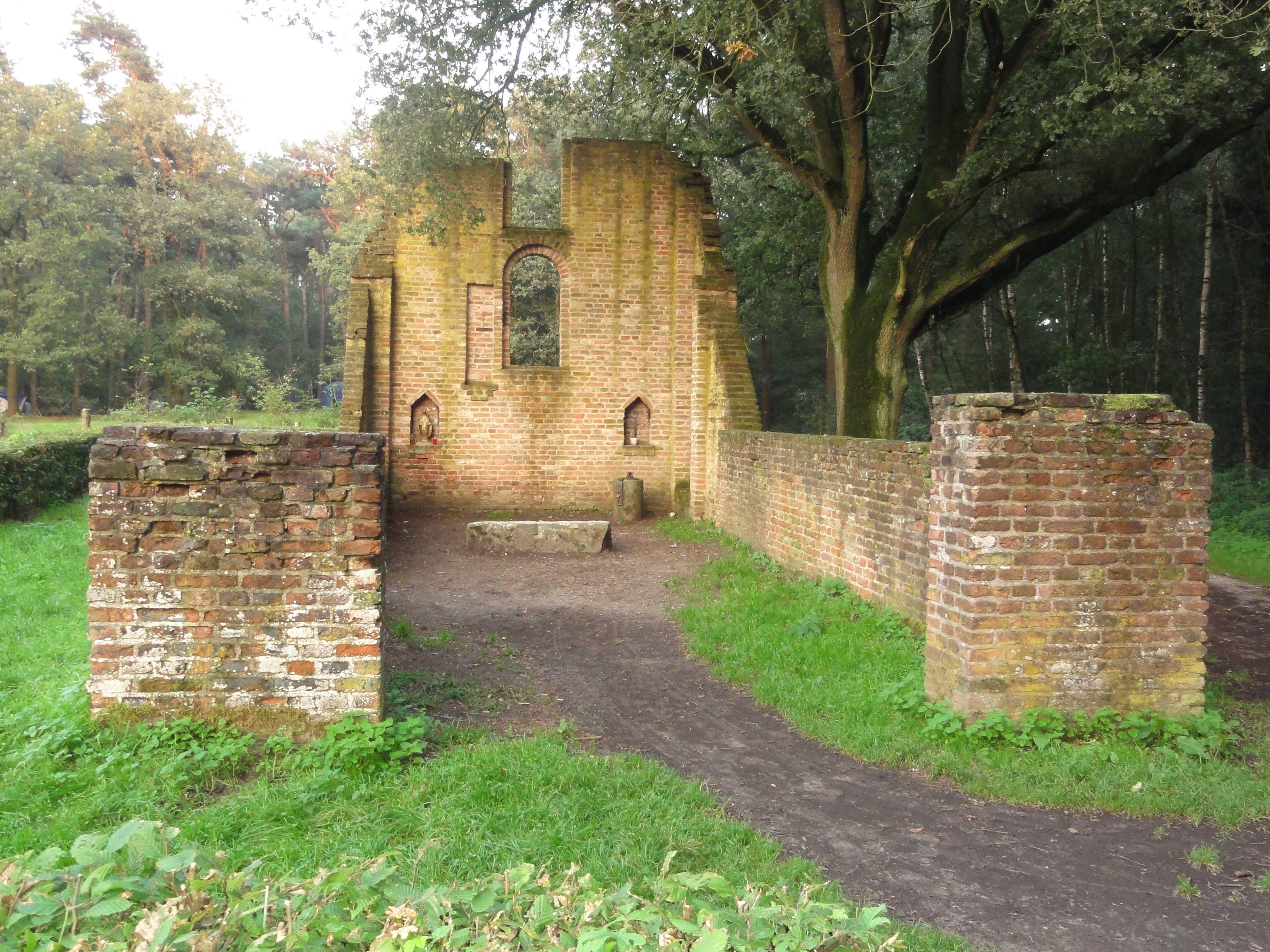
Overasselt: le rovine della cappella di San Valerio di Leuconay (St. Walrickskapel)

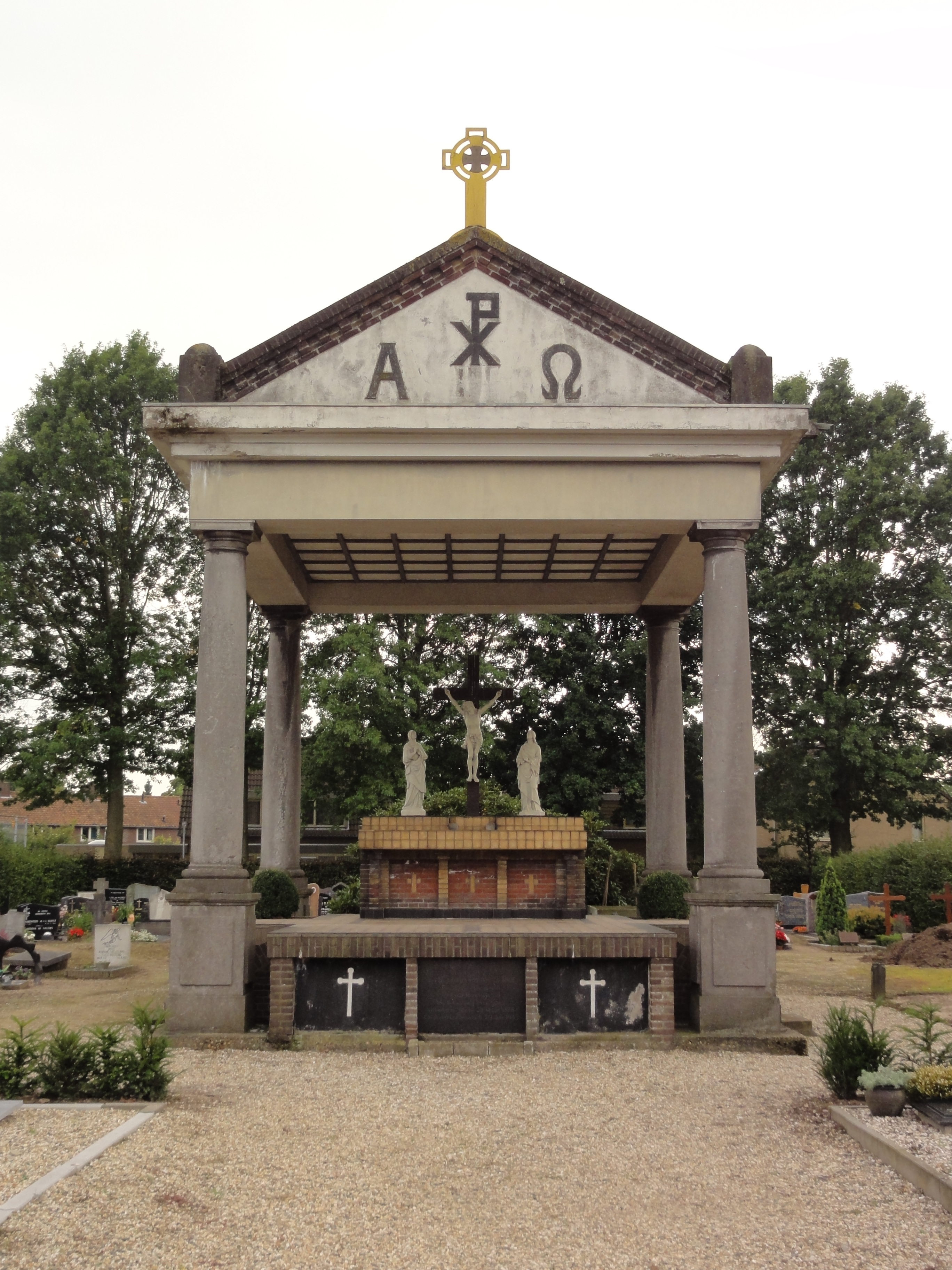
Overasselt: il calvario

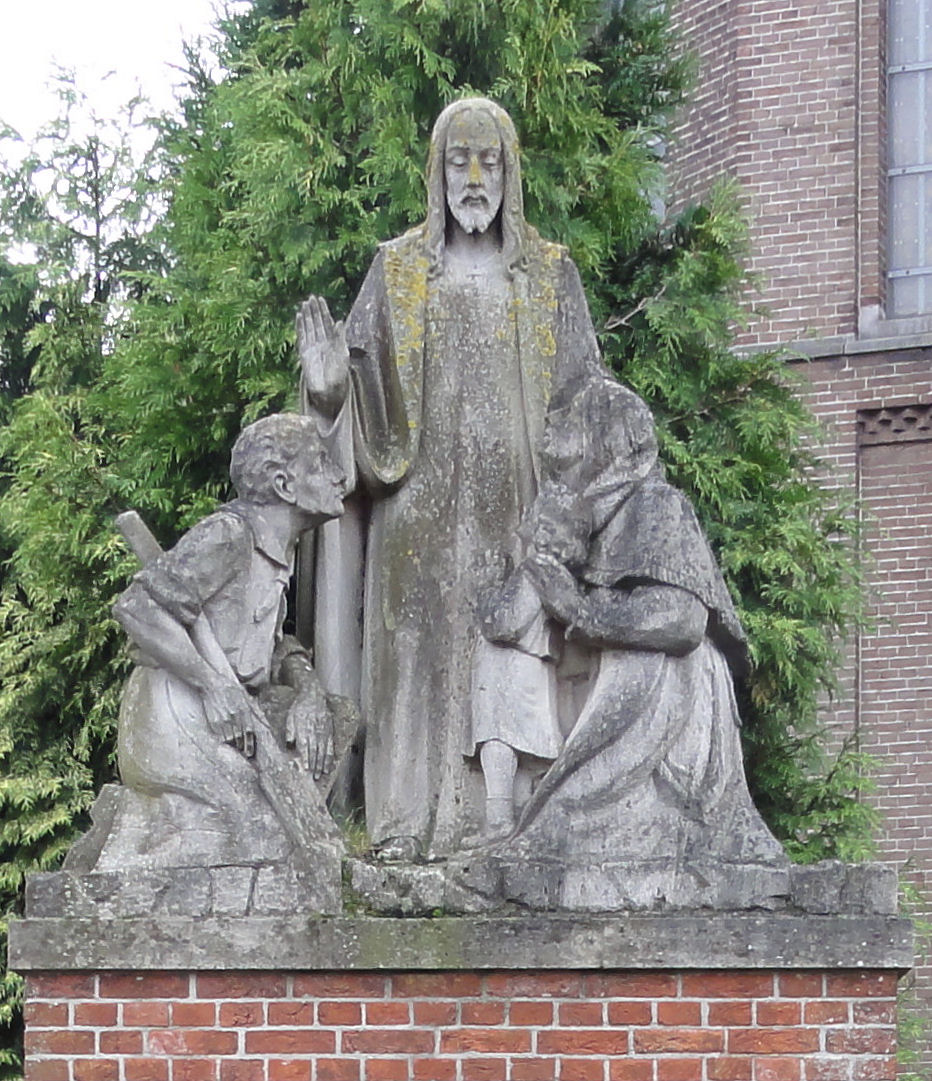
Overasselt: la Heilige Hartbeeld

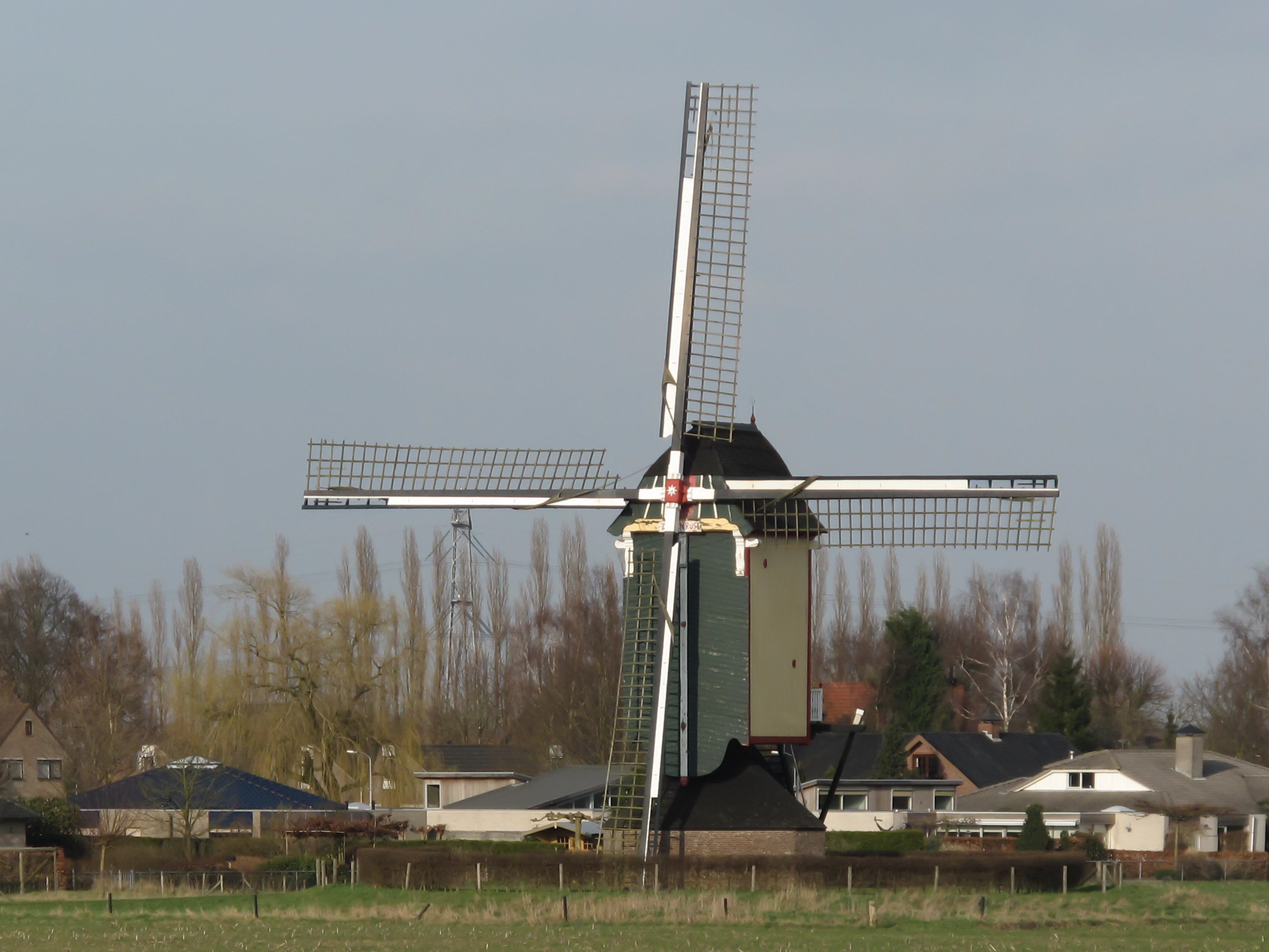
Overasselt: il mulino Zeldenrust

Overasselt è un villaggio (dorp) di circa 2.500-2.600 abitanti del sud-est dei Paesi Bassi, facente parte della provincia del Gheldria (Gelderland) e situato lungo il corso del fiume Mosa, nella regione di Rijk van Nijmegen. Dal punto di vista amministrativo, si tratta di un ex-comune, dal 1980 accorpato alla municipalità di Heumen.

## Geografia fisica
Il villaggio di Overasselt si trova nella parte sud-orientale della provincia della Gheldria, al confine con la provincia del Brabante Settentrionale ed è situato a sud-est di Nimega, tra le località di Heumen e Nederasselt (rispettivamente ad ovest della prima e ad est della seconda).
L'intera parte meridionale del villaggio è bagnata dal corso del fiume Mosa.

## Origini del nome
Il toponimo Overasselt, attestato anticamente come Op-Asselt, Asle (primo quarto del XIII secolo), de Assele Superioris, Assele (1294), Ouerassel (XIV secolo), Averasselt (XVII secolo),  Over Asselen (1665), Over Asselt (1773), è formato dal termine antico olandese asc, che significa "frassino", e dal termine lo, che significa "bosco".

## Storia

### Dalle origini ai giorni nostri
Il villaggio sorse nella seconda metà del XIII secolo su un terreno sabbioso.
Overasselt divenne un comune indipendente nel 1810.
Nel 1923, il comune di Overasselt accorpò anche la municipalità di Balgoij en Keent.

### Simboli
Nello stemma di Overasselt, si ritrovano lo stemma dell'abbazia St Valérie (sul lato sinistro) e lo stemma della famiglia Van der Meulen (sul lato sinistro).

## Monumenti e luoghi d'interesse
Overasselt vanta 15 edifici classificati come rijksmonumenten e 5 edifici classificati come gemeentelijke monumenten.

### Architetture religiose

#### Chiesa protestante
Principale edificio religioso di Overasselt è la chiesa protestante (Hervormde Kerk), situata nella Valkstraat e risalente nel XV secolo.

#### Chiesa di Sant'Antonio Abate
Altro storico edificio religioso è la chiesa dedicata a Sant'Antonio Abate: situata nella Hoogstraat, fu realizzata nel 1891 in stile neormanico su progetto dell'architetto Carl Weber.

#### Cappella di San Valerio di Leuconay
Ad Overasselt si trovano inoltre le rovine di una cappella in stile tardo-gotico dedicata a San Valerio di Leuconay, la Sint Walrickkapel, risalente al XV secolo.

#### Calvario
Nella Hoogastraat, si trova inoltre un calvario realizzato tra il 1925 e il 1935.

#### Heilig Haartbeeld
Altro monumento religioso della Hoogstraat di Overasselt è la Heilig Haartbeel, una scultura realizzata nel 1943 su progetto di Henri Jonkers.

### Architetture civili

#### Mulino di Overasselt
Altro edificio d'interesse è il mulino Zeldenrust, un mulino a vento risalente al 1890 e ricostruito nel 1982.

## Società

### Evoluzione demografica
Al censimento del 2018, Overasselt contava una popolazione pari a 2.601 abitanti.
La popolazione al di sotto dei 26 anni era pari a 660 unità (di cui 375 erano i ragazzi e i bambini al di sotto dei 16 anni), mentre la popolazione dai 65 anni in su era pari a 665 unità.
La località ha conosciuto un lieve decremento demografico rispetto al 2017,  quando contava 2.611 abitanti. Il dato era però in progressivo aumento a partire dal 2014, quando Overasselt contava 2.561 abitanti.

## Geografia antropica

### Suddivisioni amministrative
Il villaggio Overasselt è suddiviso in 8 buurtschappen, che sono le seguenti:
- Ewijk
- Heide
- De Schatkuil,
- Schoonenburg
- Sleeburg
- Valenberg
- Vogelzang
- Worsum

## Sport
La squadra di calcio locale si chiama Overasseltse Boys, un club amatoriale fondato nel 1953.